# Kostadin Janczew
Kostadin Janczew (bułg. Костадин Янчев; ur. 19 marca 1963 w Sofii) – bułgarski piłkarz grający na pozycji pomocnika. W swojej karierze rozegrał 21 meczów w reprezentacji Bułgarii.

## Kariera klubowa
Swoją karierę piłkarską Janczew rozpoczął w klubie CSKA Sofia. W sezonie 1982/1983 zadebiutował w nim w pierwszej lidze bułgarskiej. W debiutanckim sezonie wywalczył z CSKA dublet - mistrzostwo oraz Puchar Bułgarii. Wraz z zespołem CSKA jeszcze trzykrotnie był mistrzem kraju w sezonach 1986/1987, 1988/1989 i 1989/1990 oraz czterokrotnie wicemistrzem w sezonach 1983/1984, 1984/1985, 1987/1988 i 1990/1991. Zdobył też jeszcze cztery krajowe puchary w latach 1985, 1987, 1988 i 1989. W trakcie sezonu 1990/1991 odszedł do hiszpańskiego UD Las Palmas grającego w Segunda División. W 1993 roku wrócił do Bułgarii, gdzie grał w kolejno w Jantrze Gabrowo, PFK Montana i ponownie w CSKA Sofia. W 1994 roku zakończył w nim swoją karierę.

## Kariera reprezentacyjna
W reprezentacji Bułgarii Janczew zadebiutował 21 września 1983 roku w przegranym 0:2 towarzyskim meczu z Niemiecką Republiką Demokratyczną, rozegranym w Neubrandenburgu. Grał m.in. w: eliminacjach do MŚ 1986, do MŚ 1990 i do Euro 92. Od 1983 do 1990 rozegrał w kadrze narodowej 21 meczów.